# Kleine Graslandmaus
Die Kleine Graslandmaus (Akodon mimus) ist eine Nagetierart aus der Gattung der Südamerikanischen Feldmäuse (Akodon). Ihr Verbreitungsgebiet erstreckt sich an den Osthängen der Anden von der Region Puno im südöstlichen Peru bis ins Departamento Cochabamba in Zentral-Bolivien.

## Merkmale
Die Kopf-Rumpf-Länge beträgt durchschnittlich 97 mm, die Schwanzlänge 94 mm, die Ohrenlänge 18 mm und die Hinterfußlänge 24 mm. Über das Gewicht sind keine spezifischen Daten verfügbar. Das Fell ist einfarbig grau-braun, wobei das Bauchfell leicht mit dem Rückenfell kontrastiert. Ein Augenring ist nicht vorhanden. Bei vielen Exemplaren ist am Kinn ein weißlicher Flecken zu erkennen. Der Schwanz ist einfarbig dunkel.

## Lebensraum
Die Kleine Graslandmaus bewohnt Elfenwälder und Nebelwälder in höheren Lagen sowie den Übergangsbereich zwischen beiden Biotopen. Ferner ist sie im Grasland in Höhenlagen zwischen 2000 und 3700 m sowie auf Anbauflächen und Schafweiden anzutreffen.

## Lebensweise
Die Kleine Graslandmaus ist ein Allesfresser, ihre Hauptnahrung besteht jedoch aus Insekten. Über ihr Fortpflanzungsverhalten gibt es nur wenige Informationen. Trächtige Weibchen mit durchschnittlich zwei Embryos wurden im Oktober gefangen. Ein säugendes Weibchen wurde im Juni gefangen.

## Status
Die Kleine Graslandmaus wird von der IUCN in die Kategorie „nicht gefährdet“ (least concern) klassifiziert. In Bolivien ist sie eine häufige Art, wo sie in vier geschützten Regionen vorkommt. Für Peru sind keine Populationsdaten vorhanden.